# Menyanthes
- Commons
- Wikispecies

Menyanthes L. é um género botânico pertencente à família Menyanthaceae.

## Espécies
- Menyanthes cristata
- Menyanthes hydrophylla
- Menyanthes trifoliata
- Lista completa

## Classificação do gênero
| Sistema | Classificação                      | Referência               |
| ------- | ---------------------------------- | ------------------------ |
| Linné   | Classe Pentandria, ordem Monogynia | Species plantarum (1753) |